# جیران (مجموعه نمایش خانگی)
جیران یک مجموعهٔ ایرانی در ژانر عاشقانهٔ درام تاریخی به نویسندگی مشترک احسان جوانمرد و حسن فتحی، تهیه‌کنندگی اسماعیل عفیفه و کارگردانی حسن فتحی محصول ۱۴۰۱–۱۳۹۸ است. داستان این مجموعه به وقایع بعد از مرگ امیرکبیر و آشنایی ناصرالدین‌شاه با جیران می‌پردازد. پریناز ایزدیار و بهرام رادان نقش جیران و ناصرالدین‌شاه را بر عهده دارند و امیرحسین فتحی، مهدی پاکدل، ستاره پسیانی، غزل شاکری، سمیرا حسن‌پور، مهدی کوشکی، مرتضی اسماعیل کاشی، فاطمه مسعودی‌فر، الهام نامی، نهال دشتی، کتانه افشاری‌نژاد، بهناز نازی، امیر جعفری، رؤیا تیموریان، هومن برق‌نورد، رعنا آزادی‌ور و مریلا زارعی گروه بازیگران این مجموعه را تشکیل می‌دهند.
پخش جیران از ۲۴ بهمن ۱۴۰۰ از طریق فیلیمو آغاز شد و پس از چند بار وقفه، ۴ فروردین ۱۴۰۲ به پایان رسید. این مجموعه در هفدهمین دوره جشنواره جوایز بین‌المللی درامای سئول نامزد جایزهٔ بهترین سریال جهانی و در بیست‌ودومین دوره جشن حافظ نامزد شش جایزه از جمله بهترین سریال، کارگردانی و فیلمنامه شد.

## داستان
مجموعه جیران داستان عاشقانه و تاریخی است که شش سال از زندگی ناصرالدین‌شاه چهارمین پادشاه قاجار را به تصویر می‌کشد. این ماجرا که در دوران پس از مرگ امیرکبیر و صدراعظم شدن میرزا آقاخان نوری شروع می‌شود؛ داستان آشنایی و عشق شاه با دختر روستایی به نام خدیجه‌خانم تجریشی است که به سبب چشمان درشتش، شاه نام «جیران» را بر او نهاد را نشان می‌دهد.

## بازیگران
| بازیگر               | نقش                       | منبع                    |
| -------------------- | ------------------------- | ----------------------- |
| بهرام رادان          | ناصرالدین‌شاه              | [ ۶ ] [ ۷ ] [ ۸ ] [ ۹ ] |
| پریناز ایزدیار       | جیران                     | [ ۶ ] [ ۷ ] [ ۸ ] [ ۹ ] |
| امیرحسین فتحی        | سیاوش                     | [ ۶ ] [ ۷ ] [ ۸ ] [ ۹ ] |
| مریلا زارعی          | مهدعلیا                   | [ ۶ ] [ ۷ ] [ ۸ ] [ ۹ ] |
| امیر جعفری           | میرزا آقاخان نوری         | [ ۶ ] [ ۷ ] [ ۸ ] [ ۹ ] |
| رؤیا تیموریان        | کفایت‌ خاتون               | [ ۶ ] [ ۷ ] [ ۸ ] [ ۹ ] |
| مهدی پاکدل           | سلمان‌خان                  | [ ۶ ] [ ۷ ] [ ۸ ] [ ۹ ] |
| رعنا آزادی‌ور         | تاج‌الدوله                 | [ ۶ ] [ ۷ ] [ ۸ ] [ ۹ ] |
| ستاره پسیانی         | نقره                      | [ ۶ ] [ ۷ ] [ ۸ ] [ ۹ ] |
| غزل شاکری            | ملک‌زاده                   | [ ۶ ] [ ۷ ] [ ۸ ] [ ۹ ] |
| سمیرا حسن‌پور         | گلین                      | [ ۶ ] [ ۷ ] [ ۸ ] [ ۹ ] |
| مهدی کوشکی           | الیاس                     | [ ۶ ] [ ۷ ] [ ۸ ] [ ۹ ] |
| مرتضی اسماعیل‌کاشی    | خواجه روشن                | [ ۶ ] [ ۷ ] [ ۸ ] [ ۹ ] |
| فاطمه مسعودی‌فر       | سارا گرجی                 | [ ۶ ] [ ۷ ] [ ۸ ] [ ۹ ] |
| الهام نامی           | شکوه‌السلطنه               | [ ۶ ] [ ۷ ] [ ۸ ] [ ۹ ] |
| نهال دشتی            | ستاره                     | [ ۶ ] [ ۷ ] [ ۸ ] [ ۹ ] |
| کتانه افشاری‌نژاد     | خدیجه چهریقی              | [ ۶ ] [ ۷ ] [ ۸ ] [ ۹ ] |
| هومن برق‌نورد         | شازده بصیر                | [ ۶ ] [ ۷ ] [ ۸ ] [ ۹ ] |
| بهناز نازی           | ننه آشوب                  | [ ۶ ] [ ۷ ] [ ۸ ] [ ۹ ] |
| غلامرضا نیکخواه      | عزیز آقا                  | [ ۶ ] [ ۷ ] [ ۸ ] [ ۹ ] |
| محمد شیری            | خواجه‌ باشی                | [ ۶ ] [ ۷ ] [ ۸ ] [ ۹ ] |
| سیاوش چراغی‌پور       | جمال آغا (کوچول‌خان)       | [ ۶ ] [ ۷ ] [ ۸ ] [ ۹ ] |
| حمیدرضا نعیمی        | محمدعلی‌خان تجریشی         | [ ۶ ] [ ۷ ] [ ۸ ] [ ۹ ] |
| سینا رازانی          | اسدالله                   | [ ۶ ] [ ۷ ] [ ۸ ] [ ۹ ] |
| امیر کربلایی‌زاده     | فرضی فضول                 | [ ۶ ] [ ۷ ] [ ۸ ] [ ۹ ] |
| بهنام شرفی           | میرزا کاظم نظام‌الملک      | [ ۶ ] [ ۷ ] [ ۸ ] [ ۹ ] |
| رضا جهانی            | علی‌خان حاجب‌الدوله         | [ ۶ ] [ ۷ ] [ ۸ ] [ ۹ ] |
| نسرین نکیسا          | مادر جیران                | [ ۶ ] [ ۷ ] [ ۸ ] [ ۹ ] |
| پاشا جمالی           | شمشاد                     | [ ۶ ] [ ۷ ] [ ۸ ] [ ۹ ] |
| اشکان هورسان         | بهادر                     | [ ۶ ] [ ۷ ] [ ۸ ] [ ۹ ] |
| ستایش دهقان          | گلنسا                     | [ ۶ ] [ ۷ ] [ ۸ ] [ ۹ ] |
| حسن مؤذنی            | خواجه گلشن                | [ ۶ ] [ ۷ ] [ ۸ ] [ ۹ ] |
| محمدهادی قمشی بزرگ   | منجم‌ باشی                 | [ ۶ ] [ ۷ ] [ ۸ ] [ ۹ ] |
| بهزاد داوری          | عزیزخان مکری              | [ ۶ ] [ ۷ ] [ ۸ ] [ ۹ ] |
| وحید رزاقی مقدم      | رحمت                      | [ ۶ ] [ ۷ ] [ ۸ ] [ ۹ ] |
| پرویز بزرگی          | کدخدای کوهسار             | [ ۶ ] [ ۷ ] [ ۸ ] [ ۹ ] |
| نوید گودرزی          | نایب سلمان                | [ ۶ ] [ ۷ ] [ ۸ ] [ ۹ ] |
| فرشید صمدی‌پور        | محمودخان کلانتر           | [ ۶ ] [ ۷ ] [ ۸ ] [ ۹ ] |
| علی آشمند            | خواجه قنبر                | [ ۶ ] [ ۷ ] [ ۸ ] [ ۹ ] |
| رهام تدریسی          | پهلوان اسفندیاری          | [ ۶ ] [ ۷ ] [ ۸ ] [ ۹ ] |
| مجید سعیدی           | میرزا علی‌اصغر اتابک       | [ ۶ ] [ ۷ ] [ ۸ ] [ ۹ ] |
| محمدعلی مژدهی        | خواجه اقبال               | [ ۶ ] [ ۷ ] [ ۸ ] [ ۹ ] |
| محسن نقیبیان         | میکده‌چی                   | [ ۶ ] [ ۷ ] [ ۸ ] [ ۹ ] |
| کامبیز امینی         | خواجه مبارک               | [ ۶ ] [ ۷ ] [ ۸ ] [ ۹ ] |
| راستین عزیزپور       | عباس میرزا ملک‌آرا         | [ ۶ ] [ ۷ ] [ ۸ ] [ ۹ ] |
| ایلیا نصرالهی        | ساموئل                    | [ ۶ ] [ ۷ ] [ ۸ ] [ ۹ ] |
| عباس توفیقی          | خواجه دولت                | [ ۶ ] [ ۷ ] [ ۸ ] [ ۹ ] |
| عاطفه غلام‌پور        | پروین                     | [ ۶ ] [ ۷ ] [ ۸ ] [ ۹ ] |
| رضا داوودوندی        | فاضل‌خان                   | [ ۶ ] [ ۷ ] [ ۸ ] [ ۹ ] |
| شهاب زمردی           | اژدر                      | [ ۶ ] [ ۷ ] [ ۸ ] [ ۹ ] |
| پوریا میاندهی        | مصیب                      | [ ۶ ] [ ۷ ] [ ۸ ] [ ۹ ] |
| هوشنگ قنواتی‌زاده     | دبیر مهام خارجه           | [ ۶ ] [ ۷ ] [ ۸ ] [ ۹ ] |
| شهنوش شهباززاده      | زن صدراعظم                | [ ۶ ] [ ۷ ] [ ۸ ] [ ۹ ] |
| آرش کلهر             | خواجه موسی                | [ ۶ ] [ ۷ ] [ ۸ ] [ ۹ ] |
| کریم قربانی          | کاروان‌ سرادار             | [ ۶ ] [ ۷ ] [ ۸ ] [ ۹ ] |
| حسن حسینیان          | حکیم‌باشی                  | [ ۶ ] [ ۷ ] [ ۸ ] [ ۹ ] |
| فاطمه بختیاری        | زن کدخدا                  | [ ۶ ] [ ۷ ] [ ۸ ] [ ۹ ] |
| مجید رحمانی          | نوچهٔ شازده بصیر           | [ ۶ ] [ ۷ ] [ ۸ ] [ ۹ ] |
| محسن اصلانی          | لوکا                      | [ ۶ ] [ ۷ ] [ ۸ ] [ ۹ ] |
| اکبر مددی‌مهر         | بزرگ زندیه                | [ ۶ ] [ ۷ ] [ ۸ ] [ ۹ ] |
| محمود آب‌آذرسا        | بزرگ زندیه                | [ ۶ ] [ ۷ ] [ ۸ ] [ ۹ ] |
| ملیکا عبداللهی       | ندیمه خدیجه چهریقی        | [ ۶ ] [ ۷ ] [ ۸ ] [ ۹ ] |
| دانیال فتاحی         | کریم                      | [ ۶ ] [ ۷ ] [ ۸ ] [ ۹ ] |
| میثم فاتحی           | صفدر                      | [ ۶ ] [ ۷ ] [ ۸ ] [ ۹ ] |
| داوود بنی‌اسد         | کبلعلی                    | [ ۶ ] [ ۷ ] [ ۸ ] [ ۹ ] |
| حسن علیرضایی         | طبیب خواجه شمشاد          | [ ۶ ] [ ۷ ] [ ۸ ] [ ۹ ] |
| حجت‌الله عالی‌منش      | طبیب سلمان و امیرقاسم     | [ ۶ ] [ ۷ ] [ ۸ ] [ ۹ ] |
| داوود رنجه           | صمد قلیخان                | [ ۶ ] [ ۷ ] [ ۸ ] [ ۹ ] |
| محمدباقر مرادی‌فرد    | فتح‌الله میرزا شعاع‌السلطنه | [ ۶ ] [ ۷ ] [ ۸ ] [ ۹ ] |
| بازیگران خردسال      |                           | [ ۶ ] [ ۷ ] [ ۸ ] [ ۹ ] |
| ملودی حمدگذار        | تاج‌الملوک                 | [ ۶ ] [ ۷ ] [ ۸ ] [ ۹ ] |
| یاسمین یدالله‌زاده    | فخری                      | [ ۶ ] [ ۷ ] [ ۸ ] [ ۹ ] |
| رهام بذلی            | معین                      | [ ۶ ] [ ۷ ] [ ۸ ] [ ۹ ] |
| رادین رضایی          | معین (نوجوانی)            | [ ۶ ] [ ۷ ] [ ۸ ] [ ۹ ] |
| آوا امیرزاده         | سونیا                     | [ ۶ ] [ ۷ ] [ ۸ ] [ ۹ ] |
| امیرعلی معظمی گودرزی | مظفر                      | [ ۶ ] [ ۷ ] [ ۸ ] [ ۹ ] |
| امیرعلی باهوش        | مسعود                     | [ ۶ ] [ ۷ ] [ ۸ ] [ ۹ ] |
| باران گلپایگانی      | تاج‌الملوک (نوجوانی)       | [ ۶ ] [ ۷ ] [ ۸ ] [ ۹ ] |
| رها مقدم             | همدم‌الملوک                | [ ۶ ] [ ۷ ] [ ۸ ] [ ۹ ] |
| پرنیان ولی‌پور بزرگی  | فخری (نوجوانی)            | [ ۶ ] [ ۷ ] [ ۸ ] [ ۹ ] |
| آیان یاربیگی         | امیر قاسم                 | [ ۶ ] [ ۷ ] [ ۸ ] [ ۹ ] |

## عوامل
- کارگردان: حسن فتحی[۱۰]
- تهیه‌کننده: اسماعیل عفیفه
- نویسندگان: احسان جوانمرد و حسن فتحی
- مدیر فیلمبرداری: علیرضا رنجبران
- مدیر صدابرداری: امیر عاشق حسینی
- تدوین: بابک رضاخانی
- آهنگساز: فردین خلعتبری
- خواننده: همایون شجریان
- طراح صحنه: حسن روح‌پروری
- طراح لباس: ملک‌جهان خزایی
- طراح چهره‌پردازی: سیدجلال موسوی
- جلوه‌های ویژه: امیر ولی‌خانی
- طراح تیتراژ: ابراهیم حقیقی
- مجری طرح: مجید بذرپاش
- مدیر تولید: عزیز علیزاده
- مدیر برنامه‌ریزی: محمدرضا رستمی
- مدیر تبلیغات: میلاد کیایی
- مدیر تدارکات: ناصر هادیان‌فر
- عکاس تبلیغاتی: محمد اسماعیلی
- عکاس صحنه: نازلی هروی

## تولید
در تاریخ ۱۶ تیر ۱۳۹۸ «شورای صدور پروانه ساخت آثار غیر سینمایی» اعلام کرد: «برای ساخت سریالی با عنوان «جیران» به کارگردانی حسن فتحی و تهیه کنندگی اسماعیل عفیفه پروانه ساخت صادر شده است.» مدت کوتاهی پس از آن حسن فتحی و احسان جوانمرد به عنوان نویسندگان این اثر معرفی شدند و اعلام شد پیش‌تولید، ساخت و انتخاب لوکیشن‌های جیران در تهران ادامه داشته و بزودی عوامل و بازیگران این سریال معرفی خواهند شد. احسان جوانمرد در گفت‌وگویی با ایسنا عنوان کرد: «پیش از این با آقای فتحی صحبت‌هایی دربارهٔ پروژه دیگری که مد نظرشان بود داشتیم. در واقع در ابتدا برای کار دیگری با هم صحبت کردیم اما آقای فتحی به دلایلی از انجام آن پروژه منصرف شدند. پس از آن طرح سریال «جیران» را که موضوع آن به اوایل دوره ناصری برمی‌گشت به آقای فتحی پیشنهاد دادم. آقای فتحی طرح را خواندند و کلیت قصه را دوست داشتند. در مرحله بعدی آقای عفیفه را در جریان گذاشتند و بعد از اینکه آقای عفیفه هم از ساخت سریال استقبال کردند قرار بر این شد که طی جلساتی منظم به طرحی مشترک برسیم که نظرات آقای فتحی و پیشنهادهای ارزنده‌ای که داشتند هم در آن لحاظ شود. مدتی طول کشید تا بر اساس آن طرح اولیه، به طرح مشترکی برسیم که المان‌های همیشگی آثار آقای فتحی را با خود به همراه داشته باشد.»
در ۲۸ شهریور ۱۳۹۸، گمانه‌زنی‌هایی در رابطه با حضور پریناز ایزدیار در یکی از دو پروژه جدید حسن فتحی زده شد تا این بازیگر برای سومین بار با وی همکاری کند. سرانجام پس از این گمانه‌زنی‌ها، پریناز ایزدیار به عنوان اولین بازیگر پروژه «جیران» و در قامت نقش اصلی معرفی شد. بعد از معرفی پریناز ایزدیار به‌عنوان بازیگر نقش جیران، نام بهرام رادان، شبنم مقدمی و رعنا آزادی‌ور هم در فهرست بازیگران این سریال قرار گرفت.
پس از مدتی شبنم مقدمی از این پروژه انصراف داد، مقدمی علت انصراف را نامعلوم بودن شروع کار و به تعویق افتادن آن اعلام کرد او همچنین توضیح داد: «من منتظر یک نقش تاریخی درخشان بودم و مطمئن بودم این همان است اما در نهایت برنامه‌هایمان به هم نخورد. چون من دیگر از شروع پروژه ناامید شده بودم و دقیقاً نمی‌دانستم چه زمانی قرار است کلید بخورد و قراردادهای دیگری داشتم که با هم قابل تنظیم و قابل هماهنگی نبودند وگرنه چه کسی است که دوست نداشته باشد مهدعلیا را با آقای فتحی تجربه کند؟! چون کارهای تاریخی‌شان همیشه جذاب بوده است و کار تاریخی را باید با کسی کار کنید که تاریخ می‌شناسد، تاریخ می‌داند و آقای فتحی تاریخ می‌شناسند، تاریخ می‌دانند، قصه‌گوی خوبی هستند و به هر حال من این بخت را از دست دادم.» سرانجام مریلا زارعی برای ایفای نقش مهدعلیا در این سریال برگزیده شد و به ایفای نقش پرداخت.
در ۲ مهر ۱۳۹۹، مدیرعامل فیلیمو با تأکید بر اینکه صداوسیما از رشد «وی او دی» ها خوشحال نمی‌شود، در این زمینه از ممنوعیت ساخت سریال جیران در شهرک سینمایی غزالی خبر داد. وی عنوان کرد: «ما یک سریال به نام «جیران» را با همکاری «فیلیمو» سرمایه‌گذاری کرده‌ایم و حسن فتحی در حال ساخت آن است. تهیه‌کننده با شهرک غزالی، قرارداد دارد که برای تولید بروند. شروع به بازسازی و تولید کرده‌اند و صداوسیما فهمیده است که این کار برای فیلیمو و نماوا است و با وجود قرارداد جلوی کار ما را گرفته است.»
در اواخر سال ۱۳۹۹، با اتمام پیش تولید سریال که از ماه‌ها قبل شروع شده بود و رفع موانع و مشکلات موجود، فیلم‌برداری این سریال در سکوت خبری با حضور بازیگران اصلی آغاز شد. همچنین گروه بازیگران و دیگر عوامل این سریال معرفی شد. در تاریخ ۲۰ خرداد ۱۴۰۰، فیلمبرداری «جیران» در شهرهای خوانسار و گلپایگان شروع و در اوایل مرداد ماه به پایان رسید. سپس گروه فیلمبرداری برای ادامه ضبط به تهران بازگشتند تا در لوکیشن‌های تهران به ادامه فیلمبرداری بپردازند. گروه پس از بازگشت به تهران به دلیل شیوع ویروس کرونا و عدم واکسیناسیون ادامه تصویربرداری را متوقف نمود. سرانجام پس از واکسیناسیون تیم توسط دانشکده علوم پزشکی قزوین، فیلم‌بردای در این شهر تاریخی ادامه پیدا کرد.
در تاریخ ۷ دی ۱۴۰۰ و همزمان با ادامه فیلمبرداری در شهرهای مختلف ایران، از پوستر رسمی سریال رونمایی شد. به‌دنبال چندین بار تعویق، این مجموعه در ۲۴ بهمن ۱۴۰۰ از طریق فیلیمو به نمایش درآمد و در ۴ فروردین ۱۴۰۲ به پایان رسید. جیران در ۲۹ تیر ۱۴۰۱ به‌دلیل «نقض مالکیت ادبی و هنری» تا ۲۵ شهریور توقیف بود.

## موسیقی
فردین خلعتبری آهنگسازی موسیقی سریال را بر عهده داشته و همایون شجریان آن را اجرا کرده است. علاوه بر سه قطعه‌ای که برای این سریال ساخته شد، از قطعه «سکوت بین این دو حرف گل شب‌بو»، که پیش از این در آلبوم «امشب کنار غزل‌های من بخواب» منتشر شده بود نیز در یک سکانس استفاده شد.
| شماره | نام                              | خواننده       | مدت  |
| ----- | -------------------------------- | ------------- | ---- |
| ۱.    | «در این شب سیاه» (تیتراژ پایانی) | همایون شجریان | ۳:۲۸ |
| ۲.    | «گریه کن» (تیتراژ میانی قسمت ۳)  | همایون شجریان | ۳:۰۳ |
| ۳.    | «مدارا» (تیتراژ پایانی قسمت آخر) | همایون شجریان | ۳:۴۵ |

## لوکیشن‌ها
جیران در شهرهای مختلفی مانند تهران، قزوین، کاشان، خوانسار و گلپایگان، اصفهان و… فیلم‌برداری شده است. از جمله لوکیشن‌های آن می‌توان به کاخ گلستان، عمارت مسعودیه، خانه طباطبایی‌ها، باغ گیاه‌شناسی ملی، شهرک سینمایی غزالی، شهرک سینمایی دفاع مقدس، شهرک سینمایی نور، کاروانسرای سعدالسلطنه، انگورستان ملک، خانه بروجردی‌ها، حسینیه امینی‌ها، سد گلپایگان، سد کوچری، روستا تاریخی وانشان و آشنستان اشاره کرد.
آفرین امامی، مدیر کاخ گلستان گفت که حدود ۲۰ تا ۳۰ درصد این سریال بدون آسیب به مکان در کاخ گلستان فیلمبرداری شده است و در ضبط سکانس‌ها از آثار موجود در کاخ گلستان استفاده نشده است. در طول فیلم‌برداری در کاخ گلستان کارشناس حضور داشت تا آسیبی به اشیا وارد نشود.

## پخش

### پخش داخلی
اولین قسمت جیران در ۲۴ بهمن ۱۴۰۰ از طریق سرویس فیلیمو به نمایش درآمد و در ۴ فروردین ۱۴۰۲ متشکل از ۵۲ قسمت به اتمام رسید. پیش این قرار بود که این مجموعه در ۲۴ دی پخش شود اما به‌دلیل «ملاحظات ممیزی» از سوی سازمان تنظیم مقررات صوت و تصویر فراگیر (ساترا)، پخش آن یک هفته به تعویق افتاد. در ۲۹ تیر ۱۴۰۱ اعلام شد که ساترا پخش این مجموعه را به‌دلیل «نقض مالکیت ادبی و هنری» متوقف کرده است. جیران در ۲۷ مرداد به‌طور کامل از فیلیمو حذف شد. در ۲۳ شهریور اعلام شد که جیران رفع توقیف شده است و قسمت‌های ۲۴ و ۲۵ در ۲۵ شهریور پخش شد. جیران یکی از طولانی‌ترین و پربیننده‌ترین سریال‌های شبکهٔ نمایش خانگی است.

### پخش بین‌المللی
جیران، از بین ۲۵۵ اثری که از ۳۹ کشور، به جشنواره جوایز بین‌المللی درامای سئول راه یافته بود، در بین ۲۴ سریال برتر از ۱۱ کشور قرار گرفت و توانست نظر داوران بین‌المللی را جذب کرده و با سریال‌هایی همچون آنه با یک ئی محصول نتفلیکس، ایستگاه یازده ساخته پارامونت پیکچرز و پخش شده در اچ‌بی‌او مکس و دیگر آثار مطرح جهانی به رقابت بپردازد و نامزد بهترین سریال جهانی شود.
پس از نامزدی در این جشنواره، حق پخش جیران توسط ۱۵ کشور از قاره‌های ۴گانه جهان از جمله شمال آفریقا، آسیا، کشورهای حوزه خلیج فارس و اروپا خریداری شد و در این کشورها پخش شده است. به گزارش ایسنا، جیران در کشورهایی مانند بنگلادش، قزاقستان، عراق و پاکستان با استقبال مخاطبان روبه‌رو شد.
همچنین این سریال برای ایرانیان خارج از کشور از طریق پلتفرم Televika در دو نسخه «عادی» و «مخصوص نابینایان» پخش شد. به گزارش ایسنا، جیران در کشورهایی مانند بنگلادش، قزاقستان، عراق و پاکستان با استقبال مخاطبان روبه‌رو شد.
| کشور                          | شبکه     | زمان شروع پخش | منبع   |
| ----------------------------- | -------- | ------------- | ------ |
| کانادا                        | Televika | ۲۰۲۳          | [ ۳۶ ] |
| هند                           | Televika | ۲۰۲۳          | [ ۳۶ ] |
| ایالات متحده آمریکا           | simkl    | ۲۰۲۳          | [ ۳۷ ] |
| روسیه                         | kinorium | ۲۰۲۳          | [ ۳۸ ] |
| ژاپن                          |          | ۲۰۲۳          | [ ۳۸ ] |
| بوسنی و هرزگوین               |          | ۲۰۲۳          | [ ۳۸ ] |
| قطر                           |          | ۲۰۲۳          | [ ۳۸ ] |
| عمان                          |          | ۲۰۲۳          | [ ۳۸ ] |
| امارات متحده عربی             |          | ۲۰۲۳          | [ ۳۸ ] |
| تونس                          |          | ۲۰۲۳          | [ ۳۸ ] |
| مراکش                         |          | ۲۰۲۳          | [ ۳۸ ] |
| الجزایر                       |          | ۲۰۲۳          | [ ۳۸ ] |
| لیبی                          |          | ۲۰۲۳          | [ ۳۸ ] |
| بنگلادش                       |          | ۲۰۲۲          | [ ۳۸ ] |
| قزاقستان                      |          | ۲۰۲۲          | [ ۳۸ ] |
| عراق                          |          | ۲۰۲۲          | [ ۳۸ ] |
| پاکستان                       |          | ۲۰۲۲          | [ ۳۸ ] |
| ایران (ایرانیان خارج از کشور) | Televika | ۲۰۲۲          | [ ۳۵ ] |
| ایران                         | فیلیمو   | ۲۰۲۲          | [ ۳۹ ] |

## بازخورد

### بازخورد منتقدان
لقمان مدائن، منتقد، عنوان کرد که جیران به خوبی سلطنت قاجار را به تصویر کشیده و اصول فیلمنامه‌نویسی در آن رعایت شده است. او شخصیت‌پردازی‌های مجموعه که از نظرش از دوازده الگوی اصلی روان‌شناسی کارل گوستاو یونگ استفاده کرده است را نیز تحسین کرد. عصر ایران پس از قسمت یازدهم جیران را از ورطه تکرار خارج شده دانست و کارگردانی فتحی و بازیگری زارعی را «غافل‌گیر» عنوان کرد و نیز دیالوگ‌ها را برتر از خاتون دانست. مجید مولایی تهیه‌کننده، کارگردان و فیلمنامه‌نویس که سریال بانوی عمارت را در کارنامه دارد در پاسخ به انتقادها از سریال جیران عنوان کرد: «قرار نیست یک کار نمایشی که یک جنبه سرگرمی سازی هم دارد و باید در ان اقتضائات درام هم رعایت بشود، نعل به نعل به تاریخ وفادار باشد ما فیلم مستند تاریخی نمی‌سازیم این که بگویید سریال جیران نعل به نعل تاریخ نیست نقد درخوری نیست.» وبسایت «سینماتیکت» جیران را «تمرکزی بر تلاش زنان شاه برای تسلط به رفتار شاه به منظور پیشبرد امور دلخواه آنها» دانست، همچنین مجموعه را بابت «نقش مهم حرمسرا و دسیسه‌های پنهانی و مهم آن در پیشبرد امور سلطنتی» و توجه به زنان قاجار مورد تحسین قرار داد. «پرهام موسوی» منتقد و کارشناس سینما نیز جیران را اثری متفاوت در کارنامه حسن فتحی عنوان کرد و دکور، طراحی صحنه و لباس، ریتم سریال و بازی‌های ایزدیار، رادان و زارعی را مورد تحسین قرار داد همچنین استفاده عمدی فتحی از امروزی سازی گویش‌ها و دیالوگ‌ها را برای ارتباط نسل جدید با فضای تاریخی ان برهه دانست. هفت صبح با گذشت ۳۰ قسمت، جیران را پرمخاطب‌ترین سریال این روزهای نمایش خانگی دانست و داستان سریال شامل دسیسه‌ها، توطئه‌ها و دلدادگی شاه عاشق قاجار و بازی هارا مورد تحسین قرار داد. دبیر گروه فرهنگ و هنر خبرگزاری برنا عنوان کرد: «کارگردانی حسن فتحی در یک سریال کلاسیک با روایتی قابل فهم از تاریخ معاصر در سریال جیران به کمک ابزار نمایش از جمله ویترینی از بازیگران درخشان، دکور و صحنه، تعلیق‌های گاه مؤثر و گاه پر ترفند نمایشی و البته روابط جذاب ایجاد شده میان شخصیت‌ها که مملو از شخصیت‌های خاکستری گاه سیاه بیشتر و گاه نزدیک به سپید و … کمک کرده است تا این جریان جذاب از یک اتفاق تاریخی به قلم احسان جوانمرد یکی از بهترین‌های این روزها در پلتفرم‌های شبکه نمایش خانگی شود.» خراسان کارگردانی فتحی و فیلم‌نامه‌ای «که با دقت در متون تاریخی» نوشته شده و بازی «قابل قبول» بازیگران اصلی، «با وجود نقدهایی که به تشابه ظاهری آن‌ها با شخصیت‌های تاریخی وارد شده است، کیفیت محتوای این سریال را در حد بالایی نگه داشته است». قدس نوشت: در قسمت‌های اخیر سریال جیران، با اجرای بی نقص حسن فتحی یک درام قدرتمند جریان داشت و تنها یک سریال یا مسابقه کشتی عادی نبود؛ و اتفاقات و رویدادها به شکل مستقیم و غیرمستقیم برای تمامی کارکترها تأثیر زیادی داشت؛ همچنین بازی رادان که در فرازهای قبلی «جیران» از سوی عده از مخاطبان به علت بی‌تناسبی با کاراکتر «ناصرالدین شاه قاجار» مورد انتقاد قرار گرفته بود، در قسمت‌های جدید این سریال عملکرد بهتری از خود به جا گذاشته بود. به نظر می‌رسد بهرام رادان با گذشت نیمی از سریال «جیران» در این نقش جا افتاده است. تسنیم نوشت :حسن فتحی با شناخت کامل درام از لحظه لحظه‌های فرم و محتوای درام به نفع هدفش بهره می‌برد و با دیدن قسمتی از سریال به ساختار محکمِ جیران پی می‌بریم که مشتمل بر نویسندگی، تحقیق و پژوهش خوب، گریم، تصویربرداری، صحنه‌پردازی، طراحی حرفه‌ای، باشکوه و دقیق صحنه و لباس، موسیقیِ خوب و خیلی از موارد دیگر است. وجود بازیگران توانا فاکتور دیگری است که سبب شده تا این سریال جذابیت بیشتری به خود بگیرد. «نهال موسوی» در عصر ایران سریال را از بابت انتخاب گروه بازیگرای مناسب از فضای تئاتر، سینما و تلویزیون، دیالوگ‌های جذاب و استفاده از ظرفیت زبان فارسی و تصویر و صدای استاندارد مورد تحسین قرار داد. «سوسن سیرجانی» در دیجی کالا عنوان کرد: نقدهای زیادی دربارهٔ این سریال وجود داشت، اما رنگ و لعاب و از همه مهم‌تر پرداختن به داستان یک عشق تاریخی، باعث شد «جیران» مخاطبان خود را به دست آورد و با وجود حواشی و توقیف‌های چندباره، پیگیری مخاطبان نشان داد که با وجود همه حاشیه‌ها، سریال توانسته رضایت جامعه را جلب کند.
از سوی دیگر «محمد تبریزی» در دیجی کالا، سریال را به دلیل نامناسب بودن بهرام رادان در نقش «ناصرالدین شاه»، فیلمنامه تخت و نداشتن حال و هوای تاریخی مورد انتقاد قرار داد. وبگاه همشهری‌آنلاین از کمبود شاخصه‌های «دیالوگ‌نویسی، قصه روان و سرراست و همچنین بازی‌های خوب و یکدست» آثار فتحی در مجموعهٔ جیران اشاره کرد. روزنامهٔ شهرآرا نیز این سریال را مورد انتقاد قرار داد و در بررسی خود به حضور افراد مشهور برای بالا بردن انتظار مخاطب اشاره کرد. علیرضا داوودزاده، تاریخ‌پژوه، در اینستاگرام گفته که در جیران تصویر درستی از شخصیت ناصرالدین‌شاه به نمایش گذاشته نشده است.

### انتشار کتاب
به دلیل استقبال مخاطبان از این مجموعه، کتاب «جیران در حرم‌سرای سلطان» به قلم «امیر بهروز قاسمی» با محوریت واقعیت داستان و زندگی جیران و ناصرالدین‌شاه منتشر شد. نویسنده این کتاب دربارهٔ انگیزه‌اش از نوشتن این کتاب گفت: «با پخش سریال جیران در شبکه نمایش خانگی، سوالات تاریخی زیادی در ذهن بسیاری از بینندگان و دنبال‌کنندگان این سریال شکل گرفت، این کتاب با هدف پاسخگویی به این پرسش‌ها نگاشته و منتشر شده است.»
پیش از این نیز کتاب «جیران و اسرار حرم سرای ناصرالدین شاه» نوشتهٔ حسین لعل و لطف‌اله طرقی از زندگی جیران منتشر شده بود.

## جوایز و نامزدی‌ها
| سال  | جشنواره                                          | رده                             | نامزد                    | نتیجه    | منبع          |
| ---- | ------------------------------------------------ | ------------------------------- | ------------------------ | -------- | ------------- |
| ۱۴۰۱ | هفدهمین دوره جشنواره جوایز بین‌المللی درامای سئول | بهترین سریال جهانی              | جیران                    | نامزدشده | [ ۵۸ ] [ ۵۹ ] |
| ۱۴۰۲ | بیست‌ودومین دوره جشن حافظ                         | بهترین مجموعه تلویزیونی         | اسماعیل عفیفه            | نامزدشده | [ ۶۰ ]        |
| ۱۴۰۲ | بیست‌ودومین دوره جشن حافظ                         | بهترین ترانه تیتراژ             | همایون شجریان            | نامزدشده | [ ۶۰ ]        |
| ۱۴۰۲ | بیست‌ودومین دوره جشن حافظ                         | بهترین کارگردانی تلویزیونی      | حسن فتحی                 | نامزدشده | [ ۶۰ ]        |
| ۱۴۰۲ | بیست‌ودومین دوره جشن حافظ                         | بهترین فیلمنامه سریال تلویزیونی | احسان جوانمرد و حسن فتحی | نامزدشده | [ ۶۰ ]        |
| ۱۴۰۲ | بیست‌ودومین دوره جشن حافظ                         | بهترین بازیگر زن درام           | مریلا زارعی              | نامزدشده | [ ۶۰ ]        |
| ۱۴۰۲ | بیست‌ودومین دوره جشن حافظ                         | بهترین بازیگر زن درام           | فاطمه مسعودی‌فر           | نامزدشده | [ ۶۰ ]        |

## حواشی

### ادعای کپی‌برداری
در سال ۱۳۹۹، رسانه‌ها از تولید سه سریال به نام‌های جیران، قبله عالم و آهوی من مارال خبر دادند که داستان هر سه در دوره قاجار می‌گذشت و ناصرالدین شاه شخصیت اصلی‌شان بود. قبله عالم‌ کمدی بود و داستان متفاوتی داشت، دو سریال دیگر، داستان عشق ناصرالدین شاه به همسرش جیران/مارال را در بستری تاریخی روایت می‌کردند.
پخش قبله عالم از مرداد ۱۴۰۰ آغاز شد اما پس از چند قسمت به دلیل ممیزی‌های فراوان یا کیفیت پایین متوقف شد. فیلمبرداری دو سریال دیگر همچنان ادامه داشت. سریال جیران بنا بود از جمعه ۲۴ دی ۱۴۰۰ از فیلیمو پخش شود، وقتی در تاریخ مقرر سریال پخش نشد روابط عمومی سریال آهوی من مارال حکم دادگاهی را به تاریخ تیر ۱۳۹۹ منتشر کرد که به دلیل وجود شباهت‌هایی در «طرح کلی، شخصیت‌پردازی، داستان‌های فرعی و موقعیت‌های دراماتیک»، سازندگان جیران را به رفع شباهت‌ها ملزم و از پخش آن تا یک سال بعد از حکم منع می‌کرد. فیلیمو مدعی شد که عدم پخش سریال ارتباطی با حکم دادگاه ندارد و به دلیل اعمال ممیزی‌های ساتراست.
در نهایت، بنا شد در تاریخ ۶ بهمن ۱۴۰۰ جلسه‌ای در ساترا برگزار شود و مسئله بررسی شود. هیئت سه‌نفره کارشناسی ساترا، رای به «فقدان شباهت به نحوی که قابلیت احراز گرته‌برداری سریال «جیران» از طرح «آهوی من مارال» را داشته باشد» و پخش مجدد جیران داد. پخش جیران از تاریخ ۲۴ بهمن آغاز شد. این در حالی بود که تولید سریال بیست قسمتی آهوی من مارال هنوز تمام نشده و به دلیل شرایط مالی پروژه متوقف شده بود. اسماعیل عفیفه، تهیه‌کننده جیران معتقد بود غفارزاده کاری ضعیف تولید کرده و به همین دلیل پلتفرم‌ها حاضر به بستن قرارداد با آن نشدند. از سوی دیگر غفارزاده اعلام کرد پلتفرم‌ها تحت تأثیر تبلیغات جیران از بستن قرارداد با این پروژه سر باز زدند.
در تیر ۱۴۰۱ و در پی شکایت شاکی خصوصی آهوی من مارال به لحاظ «نقض مالکیت ادبی و هنری و براساس حکم قضایی»، پخش جیران متوقف شد. در واکنش به این حکم، اسماعیل عفیفه تهیه‌کننده مجموعه گفت که طرح داستانی جیران در سال ۱۳۹۱ نوشته شده است و بعد از بررسی‌ها، ساترا «فقدان شباهت» میان دو مجموعه را تأیید کرده است و فرایند درست آن بود که در درجه اول خود ساترا، به عنوان داور نهایی که حکم به عدم تشابه داده بود از حکم داوری خود دفاع می‌کرد و به قرار صادرشده بازپرس اعتراض می‌کرد. احسان جوانمرد نویسنده مجموعه با اشاره به ثبت طرح جیران در سال ۱۳۹۳ در شورای فیلم و سریال شبکه سه گفت: «همین‌جا از مدیران فیلیمو تقاضا می‌کنم به قیمت توقیف ابدی سریال جیران هم که شده با باج‌خواهان وارد مذاکره نشوند و ریالی برای تسریع پخش سریال هزینه نکنند. این روش باج‌خواهی و دیه‌بگیری اگر به رسمیت شناخته شود این سینما رنگ آرامش نخواهد دید.» چند روز بعد جوانمرد در واکنش به این اتفاق در صفحه شخصی‌اش خبر از آغاز پیگیری‌های قضایی و شکایت متقابل از آهوی من مارال داد و نوشت: «پیگیری قضایی تازه‌ای را بر اساس مستندات سال ۱۳۹۳ آغاز می‌کنم. من که معتقد بودم و همچنان هم معتقدم تاریخ ارث پدر کسی نیست ولی حالا عوامل آهوی من مارال باید برای تک تک اتفاق‌ها و شخصیت‌های کارشان چنانچه کوچک‌ترین شباهتی به آدم‌های قصهٔ سال ۹۳ من داشته باشند پاسخگو باشند».
عوامل آهوی من مارال با انتشار بیانیه‌ای خواستار این شدند تا با دریافت مبلغی به عنوان وجه‌المصالحه با عوامل جیران سازش کنند. پس از این بیانیه بازیگران سریال آهوی من مارال، از جمله حسن معجونی، لاله اسکندری، ترلان پروانه، علیرضا آرا، احسان امانی، امیررضا دلاوری، لیلا بلوکات، ارسطو خوش رزم، روزبه حصاری، متین ستوده و نازنین کیوانی، در واکنش به این بیانیه که از طرف «عوامل سریال» منتشر شده بود، در بیانیه‌ای مشترک اعلام کردند «بنا به دلایلی ـ مدت‌هاست ارتباطی با پروژه مذکور نداشته و در جریان هیچ‌کدام از بیانیه‌های منتشرشده به نام «عوامل» این سریال» نیستند. در ۲۷ مرداد ۱۴۰۱، جیران به کلی از پلتفرم پخش‌کننده حذف شده و قسمت‌های پیشین این سریال همدیگر در دسترس کاربران نیست. حذف آرشیو سریال جیران از پلتفرم پخش‌کننده، با درخواست و پیگیری شاکی پرونده، به دادسرای فرهنگ و رسانه اتفاق افتاد.
در پی توقیف‌های چندباره، مخاطبان این سریال جهت «درخواست رفع توقیف سریال جیران و احترام به حقوق مخاطب» با به راه انداختن کارزار و هشتگ #رفع_توقیف_جیران اقدام به جمع‌آوری امضا و حمایت از سریال کردند تا هرچه زودتر تکلیف مخاطبان میلیونی و سازندگان مشخص شود. در شهریور ۱۴۰۱ تعیین تکلیف سریال جیران به یک هیئت کارشناسی پنج‌نفره واگذار شد و محمدمهدی اسماعیلی وزیر ارشاد گفت: «داستان سریال جیران حل می‌شود و به چرخه تولید و پخش برمی‌گردد». سرانجام در تاریخ ۲۳ شهریور ۱۴۰۱، جیران از تمامی اتهامات تبرئه و از تاریخ ۲۵ شهریور ۱۴۰۱ پخش این سریال از سر گرفته شد.

### حمله مشرق به عوامل سریال جیران
در آبان ۱۴۰۱، خبرگزاری مشرق که از رسانه‌های نزدیک به سازمان اطلاعات سپاه پاسداران می‌باشد در گزارشی تفضیلی به حمله به اعتراضات سراسری ۱۴۰۱ پرداخت و سریال جیران را از عاملان اعتراضات اخیر دانست. این روزنامه در گزارشی بیان کرد:

«سریال جیران از جنبه‌های مختلفی قابل نقد است اما تیتراژ این سریال از مواردی جزئی است که در هیاهوی ادعاهای مالکیت این اثر، فرصت برای نظارت بر آن نادیده گرفته شد. هر قسمت سریال «جیران» با فراز و فرودهای عاطفی به پایان می‌رسد و ناگهان مخاطبان در تیتراژ سریال با این عبارات مواجه می‌شود:
از کوچه بگذر و به خیابان بریز ماه دزدیده از خلایق
و پنهان ز خشم شاهآه آه آه در این شب سیاه
عملاً مخاطب با سریال بیش از ۵۰ قسمت مواجه اند و در پایان هر قسمت که دچار روابط حسی و عاطفی با شخصیت‌ها می‌شود، ناگهان با صدای ممتاز همایون شجریان تشویق به کاری می‌شود که کشور در دوماهه اخیر با آن دست به گریبان بود. آیا می‌توان از اثر روانی این تیتراژ به‌غایت حساس که در پایان‌های اعتراضی سیاوش (امیر حسین فتحی) به شاهی که نامزد سابق را غصب کرده به سادگی گذشت. حتی در برخی مقاطع حساس سریال تماشاگر در تصمیم ترور پادشاه با سیاوش همراه است اما ناگهان راهکار سومی در قالب تیتراژ پایانی و ترانه سریال به صورت هفتگی به مخاطبان القا می‌شود که از کوچه بگذر و به خیابان بریز.»

مشرق همچنین عنوان کرد: «زمانی که معاون علمی و فناوری رئیس‌جمهور تابلوی تبلیغاتی جیران را در دست می‌گیرد و این عکس در تمامی خبرگزاری‌ها تبدیل به سمبل می‌شود آیا ساترا می‌تواند به «جیران» بگوید بالای چشمش ابروست؟!» و خواستار برخورد قضائی با عوامل جیران شد.

## یادداشت
1. ↑  این قطعه که شعرش را امیرحسین اللهیاری سروده توسط گروه کر فیلارمونیک ایران به رهبری علی‌رضا شفقی‌نژاد در استودیو صبا اجرا شده است.[۲۴]